# Axel Henriques
Axel Otto Henriques, född den 23 augusti 1851 i Köpenhamn, död den 11 juli 1935 i Hellerup, var en dansk författare.
Henriques blev student 1869 och polyteknisk kandidat 1877. Han inträdde samma år i boktryckerifirman O.C. Olsen & Co. i Köpenhamn och var till 1914 medledare av detta ansenliga företag. Vid sidan av detta hyste han från sin tidiga ungdom ett levande intresse för teatern, som framkallade dels en tidvis omfattande kritisk och journalistisk verksamhed (Dagsavisen, Morgenbladet, Berlingske Tidende, särskilt under signaturen Sganarel), dels broschyrer och tidskriftsartiklar, slutligen en del översättningar av franska och tyska skådespel, särskilt till Folketeatret. Mest känd blev han dock genom sin omfattande visdiktning. I revyer på Tivoli 1886–1905 och i Blæksprutten från 1889 belyste han årets begivenheter, ofta i samarbete med Anton Melbye. I Suppe paa en Pølsepind samlade han 1917 en rad av sina följetonger. År 1918 utgav han ett urval av Albert Engström i översättning. Henriques samlade även sina visor och verser i olika privata samlingar, av vilka den sista utkom på hans sjuttioårsdag.